# Jonathan Acasiete
Jonathan Acasiete Ariadela (Callao, Provincia Constitucional del Callao, Perú, 10 de noviembre de 1988) es un futbolista peruano. Juega como lateral derecho y su equipo actual es Cultural Patriotas de la Liga 3 de Perú. Tiene 36 años. Es hermano menor del exjugador de la selección peruana, Santiago Acasiete.

## Trayectoria
Debutó en Primera División jugando por el Coronel Bolognesi el 26 de abril de 2009. Aquel día su equipo perdió por 1-4 ante el Total Chalaco en Tacna. Su equipo descendió a fines de la temporada 2009.

### Sport Huancayo
En el 2011 llega al Sport Huancayo, bajo de la dirección de Roberto Mosquera quien también lo había entrenado en Coronel Bolognesi consigue lograr el histórico cupo a la Copa Libertadores 2012.

### San Simón
En el 2014 se marcha a Moquegua a jugar por el San Simón, ese año fue titular todo el año jugando 35 partidos, sin embargo no pudo evitar el descenso de su equipo.

### UTC
El 2017 fichó por UTC donde consiguió clasificar a la Copa Sudamericana 2018. 

### Comerciantes Unidos
Al año siguiente ficha por Comerciantes Unidos, club con el cual desciende de categoría al quedar último en la tabla acumulada.
En el 2019 asciende a la Primera División con Atlético Grau, además, jugó la Copa Sudamericana 2020. Sin embargo, a finales del 2020 desciende categoría. Logró ser campeón de la Liga 2 2021 con Atlético Grau.

## Clubes
| Club                | País | Año         |
| ------------------- | ---- | ----------- |
| Coronel Bolognesi   | Perú | 2009 - 2010 |
| Sport Huancayo      | Perú | 2011        |
| Cienciano           | Perú | 2012- 2013  |
| San Simón           | Perú | 2014        |
| FBC Melgar          | Perú | 2015 - 2016 |
| UTC de Cajamarca    | Perú | 2017        |
| Comerciantes Unidos | Perú | 2018        |
| Atlético Grau       | Perú | 2019 - 2021 |
| Alfonso Ugarte      | Perú | 2022        |
| Pirata FC           | Perú | 2023        |
| Cultural Patriotas  | Perú | 2024 -      |

## Palmarés

### Campeonatos nacionales
| Título                 | Club            | País | Año  |
| ---------------------- | --------------- | ---- | ---- |
| Torneo Clausura        | F. B. C. Melgar | Perú | 2015 |
| Torneo Descentralizado | F. B. C. Melgar | Perú | 2015 |
| Copa Bicentenario      | Atlético Grau   | Perú | 2019 |
| Supercopa Peruana      | Atlético Grau   | Perú | 2020 |
| Liga 2                 | Atlético Grau   | Perú | 2021 |

### Distinciones individuales
| Distinción                                                                      | Año  |
| ------------------------------------------------------------------------------- | ---- |
| Once Ideal de la Primera División 2015                                          | 2015 |
| Equipo ideal de la Copa Bicentenario según el portal periodístico Dechalaca.com | 2019 |
| Preseleccionado como defensa en el mejor once de la Liga 2 según la SAFAP       | 2019 |
| Equipo ideal de la Liga 2 según Dechalaca.com                                   | 2019 |